# Giurgești (okręg Hunedoara)
Giurgești – wieś w Rumunii, w okręgu Hunedoara, w gminie Bulzeștii de Sus. W 2011 roku liczyła 26 mieszkańców.